# رژیم گیاهی

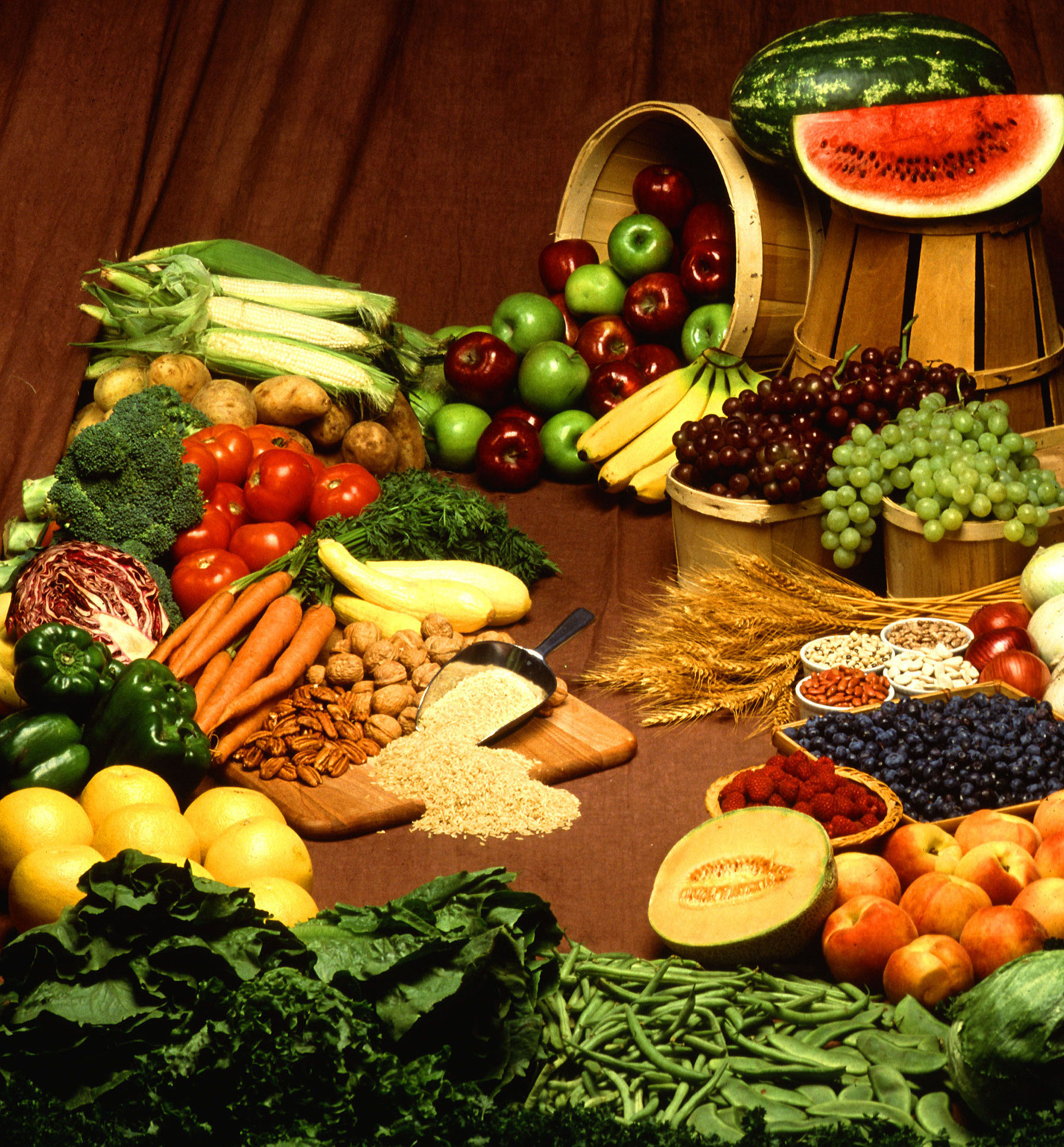
غذا از منابع گیاهی

یک رژیم گیاهی یا یک رژیم غنی از گیاهان یک رژیم غذایی است که بیشتر یا کاملاً از غذاهای گیاهی تشکیل می‌شود. غذاهای گیاهی غذاهایی هستند که از گیاهان گرفته می‌شود (شامل سبزیجات، غلات، مغزها، دانه‌ها، حبوبات و میوه‌ها) که فاقد غذاهای حیوانی یا مواد مصنوعی هستند. در حالی که یک رژیم گیاهی از مصرف محصولات حیوانی جلوگیری می‌کند یا محدودیت دارد، لزوماً به معنای گیاهخواری نیست. آکادمی تغذیه و رژیم غذایی بیان می‌کند که رژیم‌های گیاهی کاملاً برنامه‌ریزی شده از سلامتی حمایت می‌کنند و در تمام مراحل زندگی از جمله بارداری، شیردهی، کودکی و بزرگسالی و همچنین برای ورزشکاران مناسب هستند.
بهترین مواد غذایی که بتوان داخل رژیم گیاه خواری قرارداد  بلغور جو دوسر، کینوا، نان سبوس دار، آووکادو، بروکلی، کدو سبز، گوجه فرنگی، انواع توت ها، تخم مرغ، عدس و ماست است که علاوه بر تامین انرژی بدن شما باعث میشود رژیم غذایی مناسبی داشته باشید.

## تحقیقات بهداشتی
رژیم‌های غذایی مبتنی بر گیاه تحت تحقیقات اولیه هستند برای ارزیابی اینکه آیا آنها ممکن است موجب بهبود اقدامات سوخت و ساز بدن در سلامت و بیماری شوند